# Mongolernas invasion av Dali
Mongolernas invasion av Dali inträffade 1253 till 1255 och var en del i mongolernas invasion av Kina. Kungariket Dali styrde området vid dagens Yunnan som bedömdes strategiskt viktigt för mongolväldet krig mot den kinesiska Songdynastin. 1253 hade mongolerna intagit Dalis huvudstad, men det tog till 1255 innan hela riket var erövrat.
Fälttåget var huvudsakligen en del i kriget mot Kina, men också en test för att Möngke ville se om Khubilai khan var en duglig militär ledare.

## Bakgrund
1251 tog Möngke makten över mongolväldet. Vid den tiden styrdes dagens Yunnan av kungariket Dali. Mongolerna hade redan 1248 gjort försök att attackera Dali, men drevs då tillbaka av de kinesiska Södra Songdynastins trupper. Som en del i en större plan att ta sig runt Södra Songdynastins försvarslinjer gav Möngke sin bror Khubilai khan i uppdrag att erövra Dali, som skulle bli en plattform för fortsatt anfall mot Kina. Khubilai khan skickade ett sändebud till Dalis hov med uppmaning om kapitulation,  men Dalis kung Duan Xingzhi vägrade förhandla och avrättade sändebudet. Sannolikt hade Dalis premiärminister Gao Xiang stort inflytande på avrättningen. Dali stärkte därefter sitt försvar kring  Jinshafloden och kring bergspassen som ledde mot Sichuan.

## Invasionen

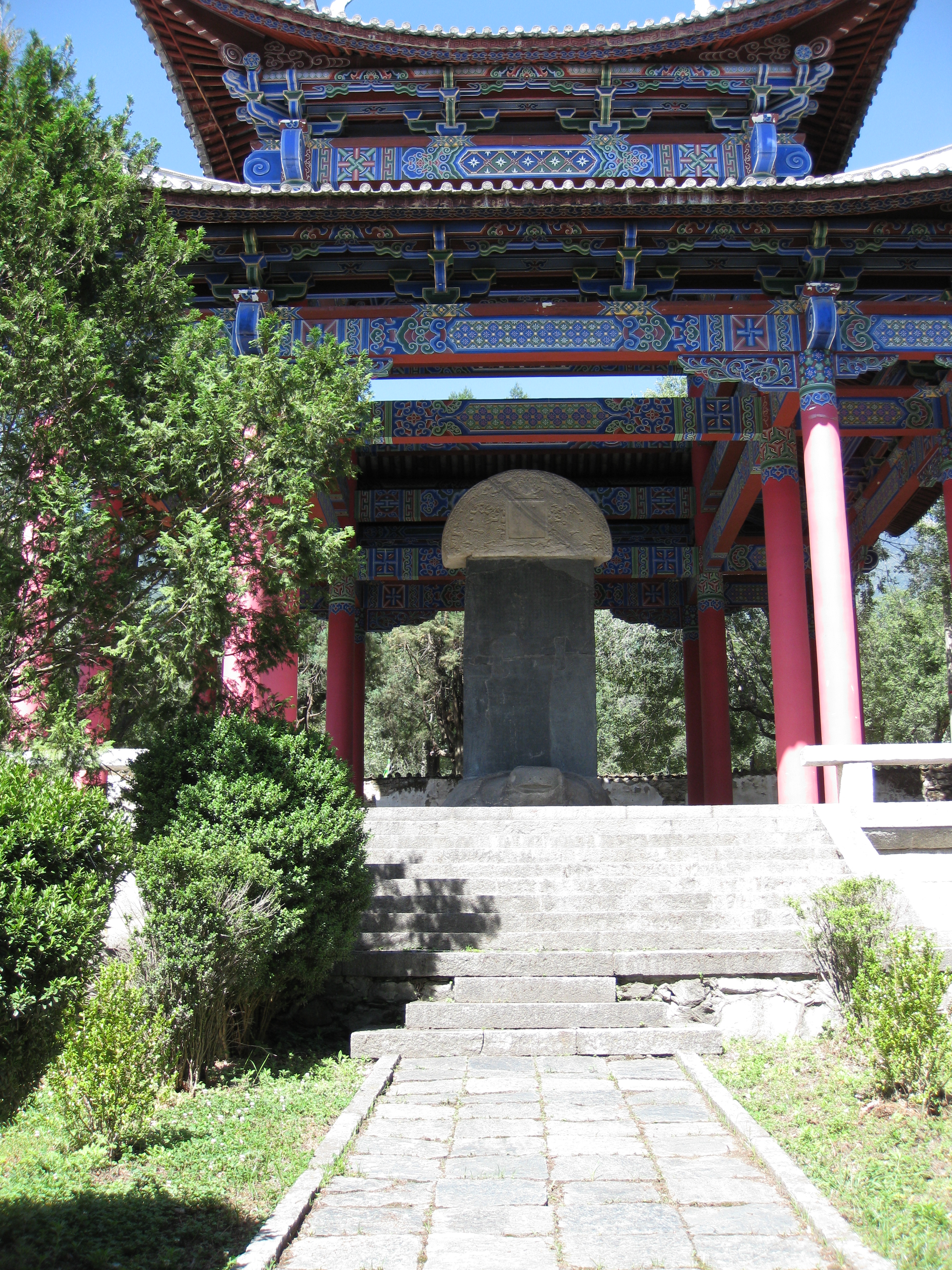
Kublai Khans Yunnan-stele (元世祖平云南碑) som restes 1304 som monument över mongolernas invasion av Dali.

Khubilai khan beordrade 1253 general Uriyangqadai (Tsubotais äldsta son) att sätta samman en armé av 100 000 man. I september initierade Khubilai khan en tre-fronts-attack mot Dali. Uriyangqadai ledde  en styrka som tog den västra rutten längs den östra kanten av Tibetanska högplatån. Den andra styrkan stod under ledning av Uriyangqadais son Aju, och bestod även av Jurchensoldater från den tidigare besegrade kinesiska Jindynastin. Den andra styrkan tog rutten genom dagens Hanyuan i Sichuan och korsade Dadufloden och fortsatte söderut. Khubilai khan, som ledde den tredje styrkan, tog den centrala vägen från Shanxi och anlände i Dali vid Jinshafloden.
I december 1253 utbröt den första militära konfrontationen, vilket resulterade i att den försvarande styrkan överlämnade sig till de mongoliska styrkorna. I området kring dagens Lijiang rekryterade Khubilai khan ytterligare soldater från lokala grupper. Mongolerna gjorde ett överraskningsanfall genom att korsa Jinshafloden nattetid med hjälp av flottar byggda av fårskinn. Dalis styrkor tvingades backa tillbaka till sin huvudstad Dali nära Erhaisjön. Khubilai khans styrkor fortsatte söder ut förbi Jianchuan och dagens Eryuan nordväst om Erhaisjön.
De östra och västra invasionsstyrkorna mötte upp Khubilai khans armé och de gjorde en gemensam attack mot Dalis huvudarmé. Mongolerna segrade slaget, och 15 december ockuperades huvudstaden utan förstörelse och avrättningar. Kung Duan Xingzhi och premiärminister Gao Xiang flydde. Gao Xiang fångades in och avrättades för hans inblandning i de tidigare avrättade mongoliska sändebuden. Kungen flydde till regionen kring dagens Kunming där han tillsammans med allierade byggde upp en rebellstyrka.
Det tog till hösten 1255 innan Uriyangqadai hade erövrat rebellgarnisonen och fängslat Duan Xingzhi. Hela forna Dali var därmed under mongoliskt styre och Dalis tid som kungadöme var över. Dalis djupt förankrade kungafamilj Duan fick som tusi (土司) styra landets prefekturer i form av lokala magistrat. Mongolerna gjorde Dali till ett furstendöme som styrdes av familjemedlemmar från det mongoliska hovets under titeln Prins Liang. Khubilai khan gjorde Uriyangqadai till guvernör över regionen.